# دبستان ابن سینا
دبستان ابن سینا  مربوط به دوره پهلوی اول است و در شیراز، خیابان رودکی، خیابان مکتبی واقع شده و این اثر در تاریخ ۸ مرداد ۱۳۸۱ با شمارهٔ ثبت ۶۰۳۶ به‌عنوان یکی از آثار ملی ایران به ثبت رسیده است.